# Oliver Reeh
Oliver Reeh (* 19. Januar 1964) ist ein deutscher Schachspieler, Übersetzer und Journalist mit Schwerpunkt Schach und Computerschach.

## Leben
Reeh ist Mitglied beim Hamburger SK (Schach-Klub), für den er zwischen 1998 und 2012 in der 1. Bundesliga spielte. Zuvor war er in der Bundesliga von 1982 bis 1984 sowie in der Saison 1988/89 für den Delmenhorster Schachklub und von 1989 bis 1998 für die Solinger SG 1868 aktiv; mit Solingen gewann er 1997 die deutsche Mannschaftsmeisterschaft und nahm am European Club Cup 1991/92 teil. Seit 1988 ist er Internationaler Meister (IM). Seine bisher höchste DWZ hatte er im Jahr 2004 mit 2475. Seine bisher beste Elo-Zahl erreichte er im Januar 1991 mit 2470. Reeh gewann 1990 mit der deutschen Nationalmannschaft den Mitropa-Cup im österreichischen Leibnitz.
Seit vielen Jahren arbeitet er als Übersetzer für das Hamburger Unternehmen ChessBase, das Schachsoftware entwickelt und vertreibt sowie eine Schachdatenbank und eine Schachnachrichtenseite betreibt. Seit 2003 moderiert er zusammen mit André Schulz das TV ChessBase.